# Leptoseris
Leptoseris is een geslacht van koralen uit de klasse van de Anthozoa (bloemdieren).

## Soorten
- Leptoseris amitoriensis Veron, 1990
- Leptoseris cailleti (Duchassaing & Michelotti, 1864)
- Leptoseris explanata Yabe & Sugiyama, 1941
- Leptoseris foliosa Dinesen, 1980
- Leptoseris fragilis Milne Edwards & Haime, 1849
- Leptoseris gardineri Van der Horst, 1921
- Leptoseris glabra Dinesen, 1980
- Leptoseris hawaiiensis Vaughan, 1907
- Leptoseris incrustans (Quelch, 1886)
- Leptoseris kalayaaensis Licuanan & Alino, 2009
- Leptoseris mycetoseroides Wells, 1954
- Leptoseris papyracea (Dana, 1846)
- Leptoseris scabra Vaughan, 1907
- Leptoseris solida (Quelch, 1886)
- Leptoseris striata Fenner & Veron, 2000
- Leptoseris troglodyta Hoeksema, 2012
- Leptoseris tubulifera Vaughan, 1907
- Leptoseris yabei (Pillai & Scheer, 1976)